# Pleurosaure
Pleurosaure (Pleurosaurus) és un gènere extint de sauròpsids pertanyents a l'ordre Sphenodontia i, per tant, relacionats amb la moderna tuatara. Els seus fòssils foren descoberts en la formació de calcària de Solnhofen (Alemanya). Pleurosaurus és un dels pocs esfenodonts aquàtics coneguts. El seu cos mesurava aproximadament 60 centímetres de longitud, era allargat, prim i hidrodinàmic, amb extremitats relativament curtes i una poderosa cua. Era capaç de nedar ràpidament, ondant el seu cos com una serp. Va tenir només petites extremitats, que probablement no ajudaven a la natació, el nas estava col·locat molt enrere en el cap, prop dels ulls.